# Christian Morgenstern

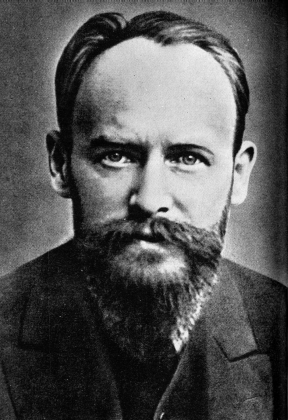
Christian Morgenstern

Christian Otto Josef Wolfgang Morgenstern (München, 6 mei 1871 – Untermais, tegenwoordig Meran (Zuid-Tirol, Italië), 31 maart 1914) was een Duits dichter.
De poëzie van Morgenstern is zeer populair in Duitsland. Zijn filosofische en mythische werken zijn beïnvloed door Nietzsche in zijn vroege groteske gedichten en Rudolf Steiner in zijn latere antroposofische verzen.
De dichter had een onregelmatig bestaan als kind en na de dood van zijn moeder werd hij vaak opgenomen in sanatoria.
Bij Uitgeverij IJzer verscheen van Morgenstern De Galgenliederen en andere groteske gedichten. Een omvangrijke, bijna complete, tweetalige editie van zijn groteske gedichten, voorzien van een voorwoord door vertaler Bèr Wilbers dat de dichter en zijn werk verklaart en in hun tijd plaatst. Beroemde gedichten van Christian Morgernstern zijn Das Nasobem (1905), één der Galgenlieder, over fictieve, op de neus lopende dieren (de Rhinogradentia), en Die drei Spatzen.

## Citaten
- "Wie een te hoge dunk van zichzelf heeft verraadt daarmee dat hij nog niet voldoende heeft nagedacht."
- "Wanneer men ja tegen het leven zegt en het leven zelf zegt neen, dan moet men ook op dit neen weer ja zeggen. "
- "Lachen en glimlachen zijn poort en deur, waardoor veel goeds in de mensen kan binnenglippen."
- "De beste opvoedingsmethode voor een kind is het een goede moeder te verschaffen."
- "Fantasie is een geschenk van de goden, maar gebrek aan fantasie ook. Zonder dit gebrek zou de mensheid de moed om voort te leven sedert lang verloren hebben."

## Memorabilia, musea

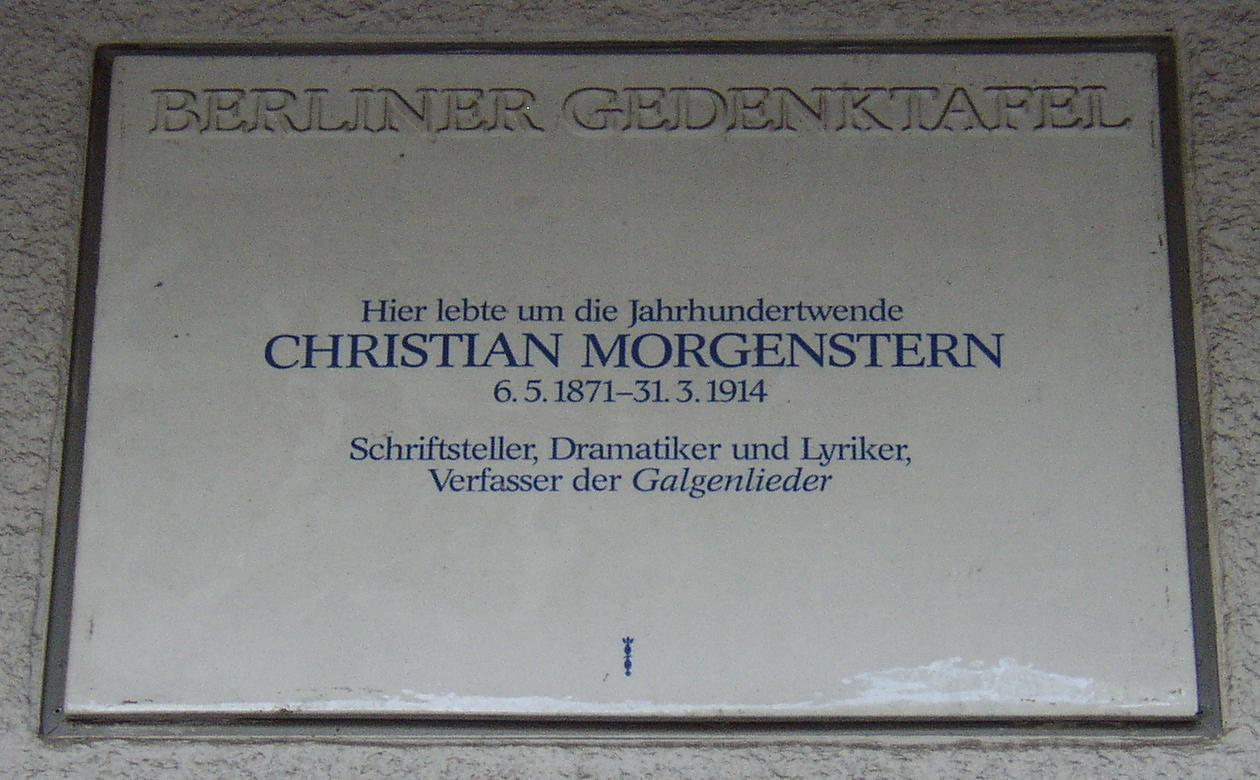

Te Werder (Havel) bevindt zich in het gebouw Bismarckturm het aan de dichter gewijde Christian-Morgenstern-Literatur-Museum. 

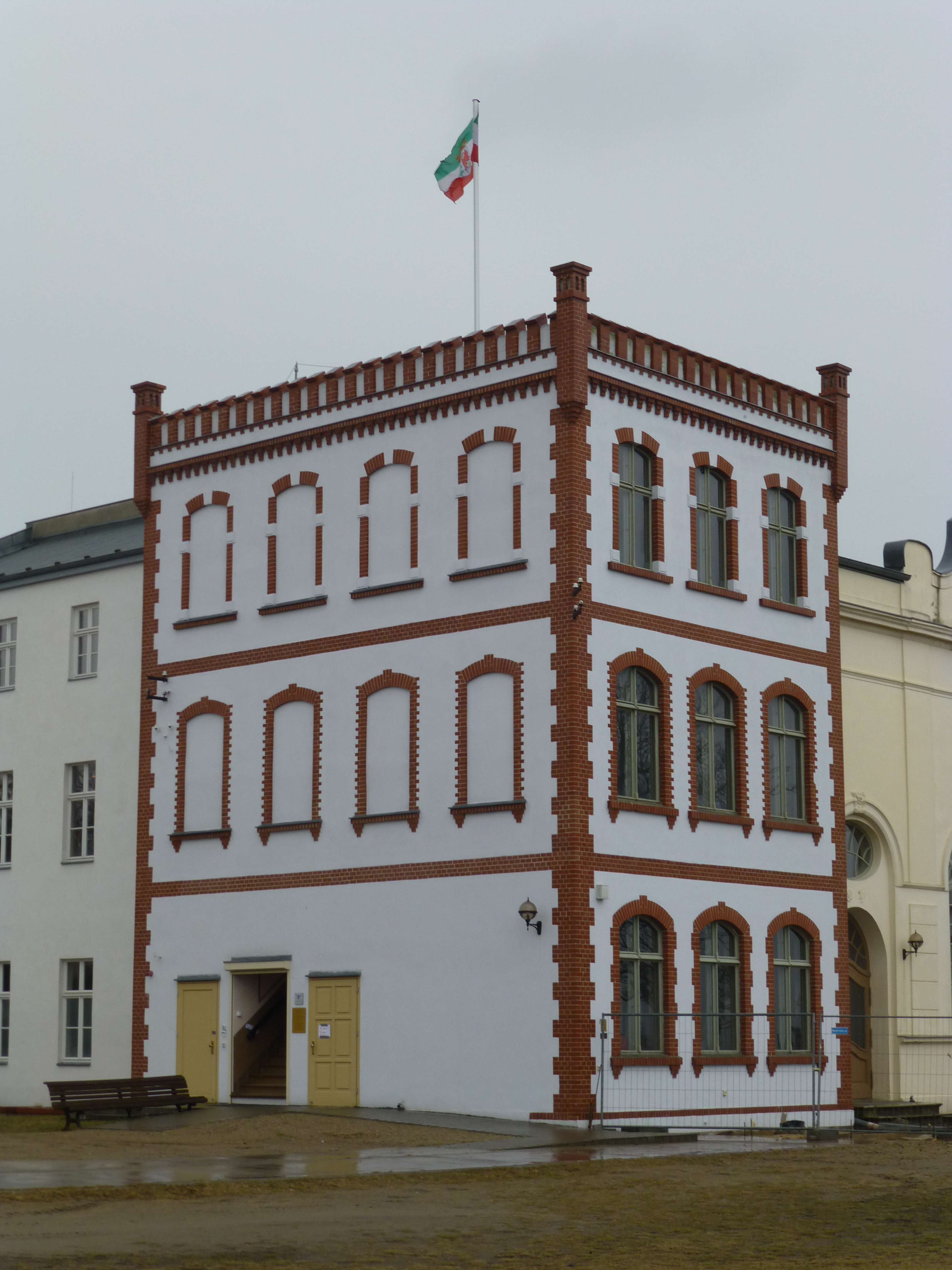
Gebouw te Werder (Havel), waarin zich het Morgenstern-museum bevindt